# Cantonul Les Mées
Cantonul Les Mées este un canton din arondismentul Digne-les-Bains, departamentul Alpes-de-Haute-Provence, regiunea Provence-Alpes-Côte d'Azur, Franța.

## Comune
- Le Castellet
- Entrevennes
- Malijai
- Les Mées (reședință)
- Oraison
- Puimichel